# Bulgaria Open 2018 (Badminton)
Die Bulgaria Open 2018 im Badminton fanden vom 13. bis zum 16. August 2018 in Sofia statt.

## Sieger und Platzierte
| Disziplin    | Gold                            | Silber                           | Bronze                         |
| ------------ | ------------------------------- | -------------------------------- | ------------------------------ |
| Herreneinzel | Toma Junior Popov               | Arnaud Merklé                    | Zvonimir Đurkinjak             |
| Herreneinzel | Toma Junior Popov               | Arnaud Merklé                    | Mads Thøgersen                 |
| Dameneinzel  | Neslihan Yiğit                  | Özge Bayrak                      | Natalia Perminova              |
| Dameneinzel  | Neslihan Yiğit                  | Özge Bayrak                      | Ksenia Polikarpova             |
| Herrendoppel | Christo Popov Toma Junior Popov | Chen Yu Jun Lin Bing-wei         | David Jones Johnnie Torjussen  |
| Herrendoppel | Christo Popov Toma Junior Popov | Chen Yu Jun Lin Bing-wei         | Matthew Clare Steven Stallwood |
| Damendoppel  | Gabriela Stoeva Stefani Stoeva  | Amalie Magelund Freja Ravn       | Bengisu Erçetin Nazlıcan Inci  |
| Damendoppel  | Gabriela Stoeva Stefani Stoeva  | Amalie Magelund Freja Ravn       | Frederikke Lund Signe Schulz   |
| Mixed        | Alex Vlaar Mariya Mitsova       | Anton Kaisti Inalotta Suutarinen | Paul Reynolds Rachael Darragh  |
| Mixed        | Alex Vlaar Mariya Mitsova       | Anton Kaisti Inalotta Suutarinen | Jakub Bitman Gabriela Stoeva   |